# La Fontaine aux vestales
La Fontaine aux vestales est le premier tome de la suite romanesque historique, pour la jeunesse, de Jean-François Nahmias.

## Résumé
Rome, 59 av. J.-C. Flaminia, la mère de Titus Flaminius, vient d’être assassinée. Le jeune homme jure de retrouver le coupable. Accompagné par un jeune acteur qui lui a sauvé la vie, Flaminius enquête en premier lieu sur l’étrange vol de la perle offerte par Jules César à Servilia, sa maîtresse, et par ailleurs la meilleure amie de Flaminia. Celle-ci avait semble-t-il découvert l’identité du voleur. De découverte en découverte, son chemin croise celui des Vestales, en particulier celui de la belle Licinia, et le conduit sur les traces d’un passé loin d’être enterré.